# Медина (аеропорт)
Міжнародний аеропорт імені принца Мухаммед ібн Абдул-Азіз Аль Сауд або аеропорт Медини (араб. مطار الأمير محمد بن عبد العزيز الدولي, (IATA: MED, ICAO: OEMA)) - аеропорт у Медині, Саудівська Аравія. Відкрито в 1950 році, Аеропорт працює як з внутрішніми так і з міжнародними рейсами, а також здійснює чартерні міжнародні рейси під час хаджу та умри. Це четвертий за пасажирообігом аеропорт Саудівської Аравії.
Аеропорт є хабом для: 
- Saudia

## Авіалінії та напрямки, січень 2021
| Авіакомпанія                    | Пункт призначення |
| ------------------------------- | --- |
| AirAsia X                       | Чартер: Куала-Лумпур |
| Air Arabia                      | Шарджа |
| Air Cairo                       | Александрія, Асьют, Сохаг |
| Air China                       | Чартер: Пекін, Ланьчжоу, Іньчуань |
| Air India                       | Чартер: Делі, Колката, Кожикоде, Мангалур, Сринагар |
| AnadoluJet                      | Стамбул–Сабіха Гекчен |
| Biman Bangladesh Airlines       | Читтагонг, Дакка |
| China Southern Airlines         | Чартер: Урумчі |
| EgyptAir                        | Александрія, Каїр Сезонний: Шарм-ель-Шейх |
| Emirates                        | Дубай |
| Etihad Airways                  | Абу-Дабі |
| Ethiopian Airlines              | Аддис-Абеба |
| flydubai                        | Дубай |
| Flynas                          | Абха, Алжир, Дубай, Хуфуф, Джидда, Хартум, Кувейт, Ріяд, Шарджа |
| Garuda Indonesia                | Джакарта-Сукарно-Хатта Сезонний: Банда-Ачех, Сурабая, Суракарта Чартер: Медан |
| Gulf Air                        | Бахрейн |
| Iran Air                        | Чартер: Ардебіль, Бендер-Аббас, Бушер, Хамадан, Ісфахан, Джидда, Керман, Керманшах, Сарі, Тегеран-Імам Хомейні, Урмія, Єзд, Зенджан |
| Iraqi Airways                   | Чартер: Багдад |
| Kuwait Airways                  | Кувейт |
| Lion Air                        | Сезонний: Паданг, Пеканбару, Сурабая |
| Malaysia Airlines               | Куала-Лумпур Чартер: Алор-Сетар, Джохор-Бару, Куала-Теренггану, Пінанг |
| Middle East Airlines            | Чартер: Бейрут |
| Nesma Airlines                  | Хаїль |
| Oman Air                        | Маскат |
| Pakistan International Airlines | Фейсалабад, Ісламабад, Карачі, Лахор, Мултан |
| Pegasus Airlines                | Стамбул–Сабіха Гекчен |
| Qeshm Airlines                  | Чартер: Тегеран-Імам Хомейні |
| Royal Air Maroc                 | Касабланка, Джидда Сезонний: Агадір, Фес, Марракеш, Уджда, Рабат, Танжер |
| Royal Jordanian                 | Амман |
| Salam Air                       | Маскат |
| Saudia                          | Абха, Абу-Дабі, Александрія, Алжир, Анкара, Багдад, Каїр, Касабланка, Даммам, Дакка, Дубай, Гассім, Стамбул, Джакарта-Сукарно-Хатта, Джидда, Карачі, Куала-Лумпур, Кувейт, Лахор, Медан, Маскат, Пешавар, Сурабая, Табук Сезонний: Ізмір, Кожикоде, Макассар, Мумбай Чартер: Ахваз, Агадір, Карачі, Делі, Фес, Франкфурт, Женева, Хартум, Кожикоде, Кольката, Лондон–Хітроу, Марракеш, Мілан–Мальпенса, Мешхед, New York–JFK, Уджда, Паданг, Рабат, Рим-Ф'юмічіно, Тебриз, Танжер, Вашингтон-Даллес |
| SaudiGulf Airlines              | Даммам |
| SCAT Airlines                   | Чартер: Алмати |
| SpiceJet                        | Чартер: Кожикоде, Сринагар |
| Tunisair                        | Чартер: Туніс |
| Turkish Airlines                | Стамбул Чартер Анкара, Анталія, Газіантеп, Ізмір |
| UTair Aviation                  | Чартер: Магас, Махачкала, Казань |
| Uzbekistan Airways              | Чартер: Ташкент |

## Статистика
| 2011                           | ▲ 3,547,508 | ▲ 32,935 |
| 2012                           | ▲ 4,588,158 | ▲ 36,499 |
| 2013                           | ▲ 4,669,181 | ▲ 40,000 |
| 2014                           | ▲ 5,703,349 | ▲ 48,549 |
| 2015                           | ▲ 5,831,163 | ▲ 49,031 |
| 2016                           | ▲ 6,572,787 | ▲ 54,451 |
| 2017                           | ▲ 7,805,295 | ▲ 58,045 |
| 2018                           | ▲ 8,144,790 | ▲ 60,665 |
| Source: TAV Investor Relations |             |          |